# Paul Easter
Paul Robert Easter (* 14. Mai 1963 in Norwich) ist ein ehemaliger britischer Schwimmer. Bei den Olympischen Spielen 1984 in Los Angeles gewann er mit der britischen 4-mal-200-Meter-Freistilstaffel die Bronzemedaille.

## Karriere
Bei den Schwimmweltmeisterschaften 1982 in Guayaquil schied Easter über 1500 Meter Freistil in den Vorläufen aus. Die britische 4-mal-200-Meter-Freistilstaffel wurde Zehnte. Zwei Monate später bei den Commonwealth Games in Brisbane wurde Easter Sechster sowohl über 400 Meter Freistil als auch über 1500 Meter Freistil. Die schottische 4-mal-100-Meter-Freistilstaffel belegte den fünften Platz. Die schottische 4-mal-200-Meter mit Douglas Fraser Campbell, Graeme Wilson, Neil Cochran und Paul Easter belegte den dritten Platz hinter Australiern und Engländern, und erhielt zusammen mit Ersatzmann Robin Brew die Bronzemedaille. Ebenfalls Bronze gewann die schottische 4-mal-100-Meter-Lagenstaffel mit Douglas Fraser Campbell, Iain Campbell, William McGoldrick und Paul Easter.
1984 bei den Olympischen Spielen in Los Angeles schied Easter über 100 Meter Freistil im Vorlauf aus. Über 200 Meter Freistil gewann er das B-Finale und belegte damit den neunten Platz. Die britische 4-mal-100-Meter Freistilstaffel mit David Lowe, Roland Lee, Paul Easter und Richard Burrell erreichte den fünften Platz. Die 4-mal-200-Meter-Freistilstaffel mit Neil Cochran, Paul Easter, Paul Howe und Andrew Astbury schwamm im Vorlauf die drittbeste Zeit hinter den Staffeln aus den Vereinigten Staaten und aus der Bundesrepublik Deutschland. Im Finale schlug die US-Staffel 0,04 Sekunden vor den Deutschen an, wobei beide Staffeln den alten Weltrekord unterboten. Die britische Staffel erreichte das Ziel neun Sekunden nach den beiden Teams und gewann die Bronzemedaille vor den Australiern.
Paul Easter schwamm zunächst für den Warrender Baths Club in Edinburgh und später für den Verein City of Swansea. Während seines Studiums startete er für Mannschaft der Arizona State University.